# Lysimelia
Lysimelia là một chi bướm đêm thuộc họ Erebidae.

## Loài
- Lysimelia lenis Lucas, 1898
- Lysimelia neleusalis Walker, [1859]